# 三木翠山
三木 翠山（みき すいざん、明治16年〈1883年〉7月20日 - 昭和32年〈1957年〉3月25日）は、大正時代から昭和時代にかけての京都の日本画家、版画家。

## 来歴
竹内栖鳳の門人。本名三木斎一郎。兵庫県社町（現加東市）で、服部寿七と母やすの4男として生まれる。幼少より絵を好み、紺屋を営んでいた三木利兵衛（号南石）から画を習う。明治33年（1900年）前後に竹内栖鳳に師事し、竹杖会において日本画の研鑽を積む。なお、翠山の紹介で栖鳳に入門した森月城は従弟にあたる。明治35年（1902年）利兵衛の養嗣子だった又蔵の養子となり、同時に同家のじんと結婚する。大正2年（1913年）第七回文展に「朝顔」を出品して初入選。以降、文展や帝展といった官展で活躍した。
大正14年（1925年）から京都の佐藤章太郎商店という版元から、京都風俗を取り上げた新版画「新選京都名所」シリーズを版行、同年吉川観方と創作版画展を開催する。昭和7年（1932年）第13回帝展からは無鑑査となる。昭和17年（1942年）に師の栖鳳が没した後は画壇を離れ、個展で作品を発表し始める。一方、昭和27年（1952年）から1年余り渡米し、美人画の個展を開催、昭和28年（1953年）メトロポリタン美術館から終世名誉会員の称号を贈られた。晩年は、京都河原町蛸薬師の繁華街に地上7階、地下2階、総床面積1400坪もの国際的な美術サロン、インターナショナル三木アートサロン設立を計画する。ところが、悪徳不動産の詐欺にかかり、2000坪の家屋敷アトリエも手放さざるを得なくなる。老年の翠山にこの挫折は堪えたのか、2年後失意のうちに急逝。享年73。美人画や風俗画を得意とし、代表作に「嫁ぐ姉」、「元禄快挙」などがある。

## 作品

### 版画
- 「新選京都名所第一集　一 東山の雪」　佐藤章太郎版　京都府立総合資料館所蔵　大正14年（1924年）
- 「新選京都名所第一集　二 大堰川の花見船」　佐藤章太郎版　京都府立総合資料館所蔵　大正14年（1924年）
- 「新選京都名所第一集　三 都踊の点茶」　佐藤章太郎版　京都府立総合資料館所蔵　大正14年（1924年）
- 「新選京都名所第一集　四 大文字夜の木屋町」　佐藤章太郎版　京都府立総合資料館所蔵　大正14年（1924年）
- 「新選京都名所第一集  五 二條城の月」　佐藤章太郎版　京都府立総合資料館所蔵　大正14年（1924年）
- 「新選京都名所第一集  六 清水詣」　佐藤章太郎版　京都府立総合資料館所蔵　大正14年（1924年）
- 「新選京都名所第弐集  七 春の嵐山」　佐藤章太郎版　京都府立総合資料館所蔵　大正14年（1924年）
- 「新選京都名所第弐集  八 春の夜の清水」　佐藤章太郎版　京都府立総合資料館所蔵　大正14年（1924年）
- 「新選京都名所第弐集  九 初夏の保津川」　佐藤章太郎版　京都府立総合資料館所蔵　大正14年（1924年）
- 「新選京都名所第弐集  十 加茂川の夕立」　佐藤章太郎版　京都府立総合資料館所蔵　大正14年（1924年）
- 「新選京都名所第弐集  十一 通天橋の秋」　佐藤章太郎版　京都府立総合資料館所蔵　大正14年（1924年）
- 「新選京都名所第弐集  十二 金閣寺の雪」　佐藤章太郎版　京都府立総合資料館所蔵　大正14年（1924年）

### 肉筆画
| 作品名                 | 技法         | 形状・員数 | 寸法（縦x横cm）   | 所有者               | 年代                 | 出品展覧会                | 落款・印章                    | 備考                                                                               |
| ---------------------- | ------------ | ---------- | ----------------- | -------------------- | -------------------- | ------------------------- | ----------------------------- | ---------------------------------------------------------------------------------- |
| 祇園会                 | 絹本着色     | 六曲一双   | 175.5x372.0（各） | 姫路市立美術館       | 大正7年（1918年）    | 第12回文展                |                               |                                                                                    |
| 東海道五十三次 箱根    | 絹本着色     | 六曲一双   | 167.8x370.2（各） | 姫路市立美術館       | 大正11年（1922年）頃 |                           |                               |                                                                                    |
| 鏡                     | 絹本着色     | 1幅        | 78.5x86.5         | 大倉集古館           | 昭和4年（1929年）    | ローマ開催日本美術展      | 款記「翠山」/「翠山」朱文方印 |                                                                                    |
| 順風                   | 絹本着色雲母 | 1幅        | 241.6x191.5       | ボストン美術館       | 昭和8年（1933年）    | 第14回帝展                |                               |                                                                                    |
| 雪のあした             | 絹本着色     | 1幅        |                   | 韓国国立中央博物館   | 昭和9年（1934年）    | 第15回帝展                |                               | 李王家買上                                                                         |
| ほたる                 | 絹本着色     | 額1面      | 181.5x72.5        | 個人                 | 昭和10年（1935年）   | 第1回京都市美術展出品作か |                               |                                                                                    |
| 茗宴                   |              |            |                   | 海の見える杜美術館   | 昭和11年（1936年）   | 文展招待展                |                               |                                                                                    |
| これにも月の入りたるや | 絹本着色     | 1幅        |                   | 韓国国立中央博物館   | 昭和14年（1939年）   | 第3回新文展               |                               |                                                                                    |
| 花の旅                 | 絹本着色     | 1幅        |                   | 韓国国立中央博物館   | 昭和14年（1939年）   | 春虹会第5回展             |                               |                                                                                    |
| 維新の花               | 絹本着色     | 額1面      | 225.7x102.8       | 京都国立近代美術館   | 昭和15年（1940年）   | 紀元2600年奉祝展          |                               |                                                                                    |
| 清流舟泛               | 絹本着色     | 額1面      | 69.0x73.2         | 東京国立近代美術館   | 昭和17年（1942年）   | 献納展                    |                               |                                                                                    |
| 猿猴図                 | 絹本墨画     | 双幅       | 各144.0x86.8      | 京都国立近代美術館   | 制作年不詳           |                           |                               |                                                                                    |
| 巴御前                 | 絹本着色     | 1幅        | 182.88×114.94     | ミネアポリス美術館   | 20世紀初期           |                           |                               |                                                                                    |
| 美人図                 | 絹本着色     | 1幅        | 70.3x71.5         | 京都国立近代美術館   | 制作年不詳           |                           |                               | 題名は伝わっていないが、絵柄から『義経千本桜』における静御前と源九郎狐を描いた作。 |
| 猿                     | 紙本銀地墨画 | 六曲一双   | 各227.3 x375.9    | メトロポリタン美術館 | 制作年不詳           |                           |                               |                                                                                    |